# 馬利尼夫卡 (伊久姆區)
48°49′2″N 36°41′50″E / 48.81722°N 36.69722°E
馬利尼夫卡（烏克蘭語：Малинівка）是位於烏克蘭東部的村莊，由哈爾科夫州伊久姆區的巴爾溫科韋市鎮負責管轄。該村始建於1923年，面積0.41平方公里，海拔高度200米，2001年人口276，人口密度每平方公里670人。